# Hans Roselieb
Hans Roselieb (* 19. Oktober 1884 in Hagen-Eilpe; † 2. April 1945 in Holtfeld bei Borgholzhausen) war ein deutscher Schriftsteller. Er schrieb auch unter den Pseudonymen Firmin Coar und Konrad Siebel.

## Leben
Hans Roselieb war der Sohn eines Gerichtsvollziehers. Er wuchs u. a. in Wiedenbrück auf und absolvierte eine kaufmännische Ausbildung in Hamm. Anschließend führte ihn ein mehrjähriges ausgedehntes Wanderleben bis nach Frankreich und Spanien. Danach lebte er als freier Schriftsteller in Münster. Roselieb nahm sich 1945 das Leben.
Hans Roseliebs literarisches Werk umfasst Romane, Erzählungen, Reiseberichte, Essays und Theaterstücke. Sein frühes, vom Katholizismus geprägtes Werk ist dem Expressionismus zuzurechnen. Während der NS-Zeit veröffentlichte er u. a. den Propagandaroman Blutender Sommer, in dem Ereignisse des Spanischen Bürgerkriegs aus faschistischer Sicht geschildert werden; der Schwerpunkt von Roseliebs Arbeit lag jedoch auf dem Versuch, moderne Theaterstücke im Stil der antiken Chortragödie zu verfassen.

## Werke
- Frankreichs gefährlichster Feind, M.Gladbach 1917 (unter dem Namen Firmin Coar)
- Über das Wesen französischer Macht, M.Gladbach 1917 (unter dem Namen Firmin Coar)
- Der Erbe, Kempten [u. a.] 1920
- Die Fackelträger, Kempten [u. a.] 1920
- Peter Hille, Dortmund 1920
- Die Zukunft des Expressionismus, Mainz 1920
- Narren der Arbeit, Augsburg 1921
- Der Abenteurer in Purpur, Kempten 1922
- Die Mahd, Freiburg im Br. 1923
- Der Schalk in der Liebe, Freiburg im Br. 1923
- Meister Michels rätselhafte Gesichter, Kempten 1924
- Hans Roselieb, Berlin-Friedenau 1925
- Die liebe Frau von den Sternen, München 1925
- Der phantastische Bau, Hildesheim 1925
- Rot, Gelb, Rot, M.Gladbach
  - 1. Geschichten aus Spanien, 1925
  - 2. Geschichten aus dem Süden Spaniens, 1926
- Spanische Wanderungen, Berlin 1926
- Der Barbar, Augsburg 1927
- Die Münze des Schmugglerkönigs, Berlin 1933
- Die Weiber von Weinsberg, Berlin-Steglitz 1935
- Drama des Frühlings, Münster i. Westf. 1936
- Drama des Winters, Münster i.W. 1937
- Blutender Sommer, Stuttgart 1938
- Drama des Sommers, Münster 1938

## Herausgeberschaft
- Achtung! Hören Sie? SOS, Berlin 1927 (herausgegeben zusammen mit Hans Oeser)